# Блено-ле-Понт-а-Муссон
Блено́-ле-Понт-а-Муссо́н (фр. Blénod-lès-Pont-à-Mousson) — коммуна во французском департаменте Мёрт и Мозель, региона Лотарингия. Относится к кантону Дьелуар.

## География
Блено-ле-Понт-а-Муссон расположен между Нанси и Мецем на автодороге N57. Граничит на севере с Понт-а-Муссоном, на юго-западе — с Жезенвилем.

## История
- В 1922—1923 годах здесь был обнаружен некрополь галло-романского периода и эпохи Меровингов.

## Демография
Население коммуны на 2010 год составляло 4374 человека.
| 1962 | 1968 | 1975 | 1982 | 1990 | 1999 | 2010 |
| ---- | ---- | ---- | ---- | ---- | ---- | ---- |
| 3067 | 3802 | 4074 | 4553 | 4768 | 4894 | 4374 |